# Bony Negre
El Bony Negre és una muntanya que es troba en el terme municipal de la Vall de Boí, a la comarca de l'Alta Ribagorça, i dins del Parc Nacional d'Aigüestortes i Estany de Sant Maurici.

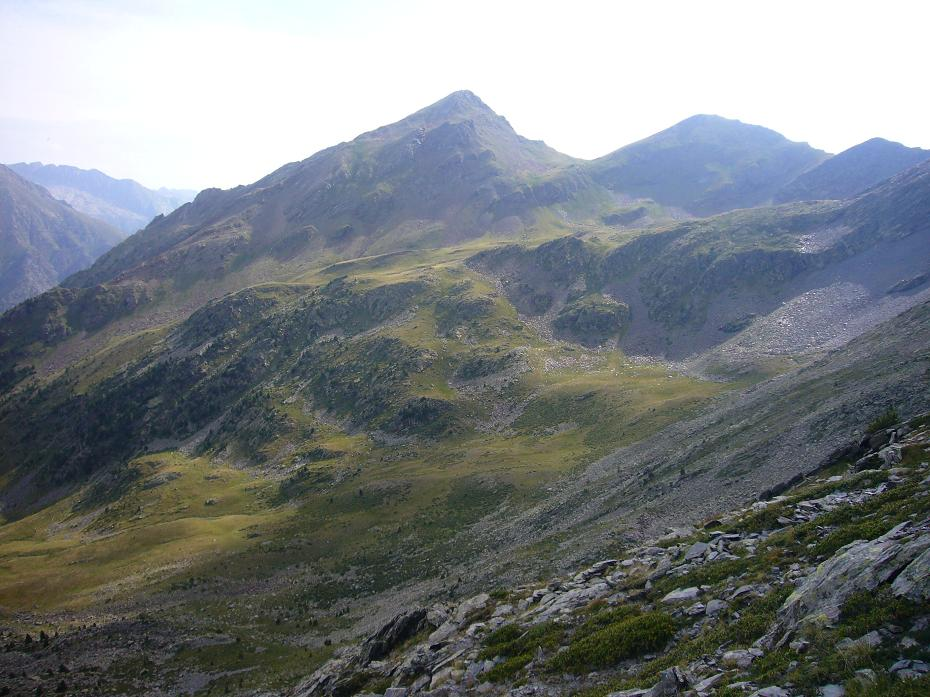
Bony Blanc, Collada del Bony Blanc i Bony Negre, vistos des del Tuc de la Comamarja

El pic, de 2.724,1 metres, s'alça en la carena que delimita Montanyó de Llacs (E) i Cometes de Casesnoves (O). Té la Collada Barrada al sud-sud-oest i la Collada del Bony Blanc al nord-nord-oest.

## Rutes[2]
Dues són les rutes més habituals:
- Des de la Collada del Bony Blanc
- Per la Collada Barrada